# 24 Batalion Celny

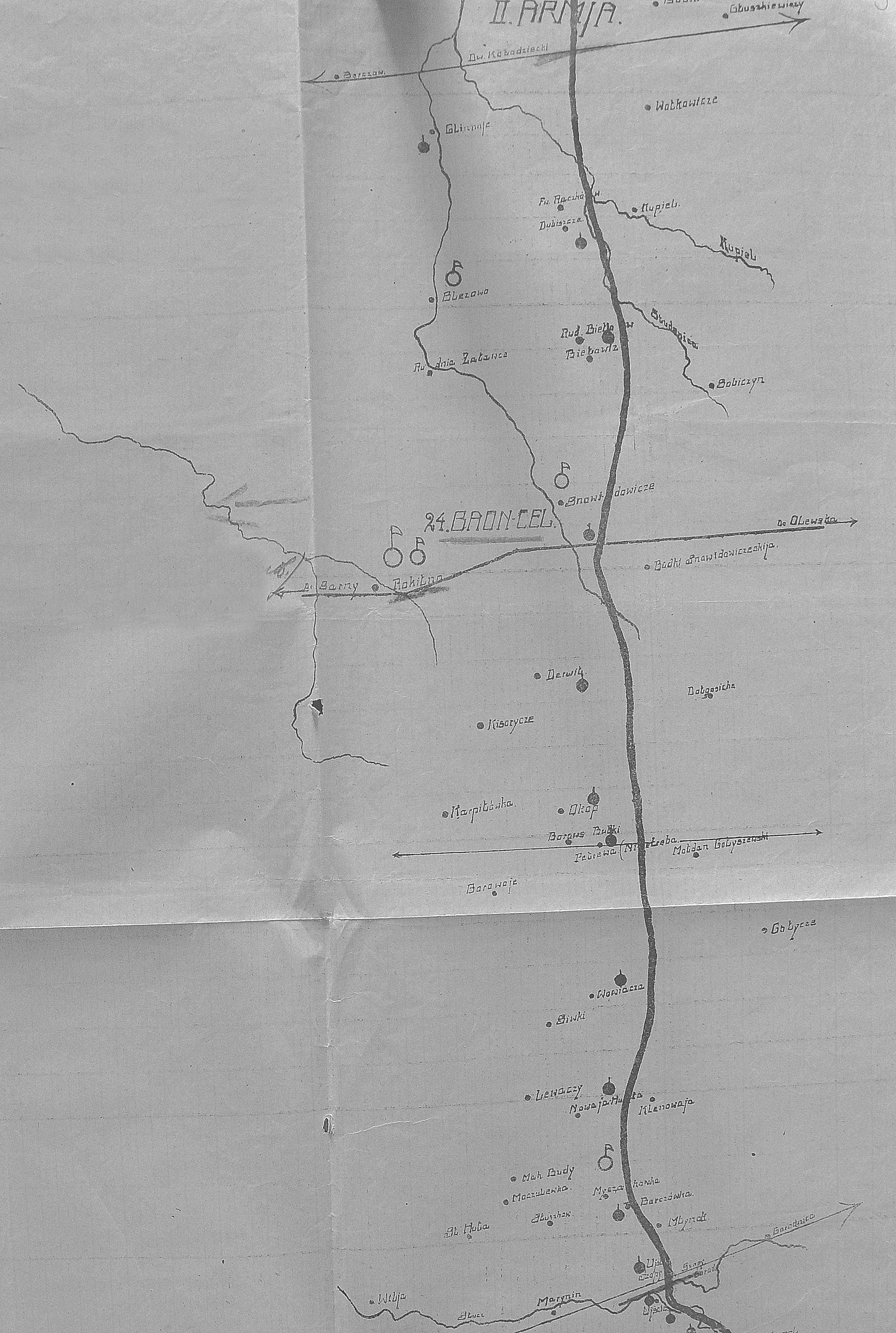
Rozmieszczenie 24 batalionu celnego

24 Batalion Celny – jednostka organizacyjna formacji granicznych II Rzeczypospolitej.

## Formowanie i zmiany organizacyjne
Na podstawie rozkazu Ministra Spraw Wojskowych L.7300/Mob. z dnia 9 czerwca 1921 w miejsce batalionów etapowych utworzone zostały bataliony celne. 24 batalion celny powstał w granicach DOG Lwów, a zorganizowano go na bazie II/VI i III/VI batalionu etapowego. Etat batalionu wynosił 14 oficerów i 600 szeregowych. Podlegał Ministerstwu Spraw Wewnętrznych.
Mimo że batalion był w całym tego słowa znaczeniu oddziałem wojskowym, nie wchodził on w skład pokojowego etatu armii. Uniemożliwiało to uzupełnianie z normalnego poboru rekruta. Ministerstwo Spraw Wojskowych zarówno przy ich formowaniu, jak i uzupełnianiu przydzielało mu często żołnierzy podlegających zwolnieniu, oficerów rezerwy oraz szeregowców i oficerów zakwalifikowanych przez dowództwa okręgów generalnych jako nie nadających się do dalszej służby wojskowej.
W listopadzie 1921 Ministerstwo Spraw Wewnętrznych postanowiło powołać brygady celne. 24 batalion celny znalazł się w strukturze 6 Brygady Celnej. 
Wykonując postanowienia uchwały Rady Ministrów z 23 maja 1922, Minister Spraw Wewnętrznych rozkazem z 9 listopada 1922 zmienił nazwę „Baony Celne” na „Straż Graniczna”. Wprowadził jednocześnie w formacji nową organizację wewnętrzną. 24 batalion celny przemianowany został na 24 batalion Straży Granicznej.

## Służba celna
Odcinek batalionowy podzielony był na cztery pododcinki, które obsadzały kompanie wystawiające posterunki i patrole. Posterunki wystawiano wzdłuż linii granicznej w taki sposób, by mogły się nawzajem widzieć w dzień. W tym zakresie batalion współpracował z posterunkami i patrolami Policji Państwowej. Współpraca polegała na tym, że te pierwsze wystawiały wzdłuż linii granicznej stale posterunki i patrole, natomiast policja tworzyła je w głębi strefy, poza linią graniczną. W zakresie ochrony granicy batalion podlegał staroście.
Do 3 listopada 1921 batalion obsadził odcinek granicy na terenie powiatu sarneńskiego. Jego odcinek rozpoczynał się w Radziwiłowiczach (wył.), a kończył na granicy województwa wołyńskiego. Dowództwo batalionu stacjonowało w Snowidowicach. Zgodnie z rozkazem inspektora wojskowego granicy wschodniej, dowódca batalionu miał podzielić swój odcinek na trzy pododcinki kompanijne. Czwarta kompania stanowiła odwód.
Sąsiednie bataliony
- 26 batalion celny ⇔ 33 batalion celny – IX 1921
- 36 batalion celny ⇔ 40 batalion celny – XII 1921[13]

## Kadra batalionu
Dowódcy batalionu
| stopień | imię i nazwisko       | okres pełnienia służby | kolejne stanowisko |
| ------- | --------------------- | ---------------------- | ------------------ |
| płk     | Stanisław Kowalski    | IX 1921 – II 1922      |                    |
| płk     | Aleksander Szukiewicz | III 1922 – X 1922      | emeryt             |

## Struktura organizacyjna
| Ordre de Bataille 24 batalionu celnego w Rokitnie na dzień 1 sierpnia 1921     | Ordre de Bataille 24 batalionu celnego w Rokitnie na dzień 1 sierpnia 1921 | Ordre de Bataille 24 batalionu celnego w Rokitnie na dzień 1 sierpnia 1921 | Ordre de Bataille 24 batalionu celnego w Rokitnie na dzień 1 sierpnia 1921 | Ordre de Bataille 24 batalionu celnego w Rokitnie na dzień 1 sierpnia 1921 |
| kompanie                                                                       | 1. Myszakówka                                                              | 2. Snowidowicze                                                            | 3. Bleżowo                                                                 | 4. Rokitno                                                                 |
| ------------------------------------------------------------------------------ | -------------------------------------------------------------------------- | -------------------------------------------------------------------------- | -------------------------------------------------------------------------- | -------------------------------------------------------------------------- |
| dowódcy                                                                        | kpt. Jan Zachodny                                                          | por. Stefan Lubich                                                         | por. Henryk Lutyński                                                       | por. Tadeusz Wiktorczyk                                                    |
| placówki                                                                       | Szopy Ustjańskie                                                           | Okopy                                                                      | Młynki Sobiczowskie                                                        |                                                                            |
| placówki                                                                       | Młynok                                                                     | Derczy                                                                     | Futor Butyn                                                                |                                                                            |
| placówki                                                                       | Myszakówka                                                                 | Ostki                                                                      | Kupiel                                                                     |                                                                            |
| placówki                                                                       | Korecka Huta                                                               | Snowidowicze                                                               | Podjasienierz                                                              |                                                                            |
| placówki                                                                       | Pomiary                                                                    | Leśniczówka                                                                | Dubień Bułakowa                                                            |                                                                            |
| placówki                                                                       | Bobryki                                                                    | Białowiż                                                                   | Ilinne                                                                     |                                                                            |
| placówki                                                                       | Perełysianka                                                               |                                                                            |                                                                            |                                                                            |
| placówki                                                                       | Woniacze                                                                   |                                                                            |                                                                            |                                                                            |
| placówki                                                                       | Tartak                                                                     |                                                                            |                                                                            |                                                                            |
| placówki                                                                       | Żarnoście                                                                  |                                                                            |                                                                            |                                                                            |
| placówki                                                                       | Netreba                                                                    |                                                                            |                                                                            |                                                                            |
| Ordre de Bataille 24 batalionu celnego w Rokitnie na dzień 1 marca 1922        |                                                                            |                                                                            |                                                                            |                                                                            |
| kompanie                                                                       | 1. Białowież                                                               | 2. Rokitno                                                                 | 3. Snowidowicze                                                            | 4. Netreba                                                                 |
| dowódcy                                                                        | ppor. Andrzej Gibowski                                                     | ppor. Władysław Tomala                                                     | por. Franciszek Bożek                                                      | kpt. Dyonizy Bilobram                                                      |
| placówki                                                                       | Stila                                                                      |                                                                            | Płaskowacha                                                                | Irady                                                                      |
| placówki                                                                       | Dobrodzieje                                                                | Ostrówek                                                                   | Tartak                                                                     |                                                                            |
| placówki                                                                       | Pawła                                                                      | Debryl                                                                     | chutor Wasyłowa                                                            |                                                                            |
| placówki                                                                       | Młynki Sobiczyńskie                                                        | Jajówka Stwiga                                                             | Kamionka                                                                   |                                                                            |
| placówki                                                                       |                                                                            | Czerczycha                                                                 | chutor Olewskoje                                                           |                                                                            |
| placówki                                                                       | Guś                                                                        |                                                                            |                                                                            |                                                                            |
| Ordre de Bataille 24 batalionu celnego w Rokitnie na dzień 1 października 1922 |                                                                            |                                                                            |                                                                            |                                                                            |
| kompanie                                                                       | 1. Młynki Sobiczyńskie                                                     | 2. Derti                                                                   | 3. Snowidowicze                                                            | 4. Netreba                                                                 |
| dowódcy                                                                        | kpt. Leon Radziwiński                                                      | ppor. Józef Strzałkowski                                                   | por. Franciszek Bożek                                                      | kpt. Dyonizy Bilobram                                                      |
| placówki                                                                       | chutor Kryćka Jerenza                                                      | chutor Jansowa Niwa                                                        | Budki Snowidowickie                                                        | Barak Krzemieniec                                                          |
| placówki                                                                       | chutor Kozielce                                                            | chutor Dobry Ostrów                                                        | chutor Oś                                                                  | chutor Grzegorza Kryżowa                                                   |
| placówki                                                                       |                                                                            | Ostrówek                                                                   | chutor Dubny                                                               | chutor Grzegorza Szeremety                                                 |
| placówki                                                                       | Debryl                                                                     | chutor Serebranka                                                          |                                                                            |                                                                            |

Dyslokacja batalionu w listopadzie 1921 :
- dowództwo batalionu – Rokitno
- 1 kompania celna – Nietreba
- 2 kompania celna – Snowidowicze
- 3 kompania celna – Białowiż
- 4 kompania celna − Rokitno (w rezerwie)